# Al-Mahawil
Al-Mahawil (arab. المحاويل) – miasto w Iraku, w muhafazie Babilon. W 2009 roku liczyło 25 499 mieszkańców.